# Michael Stonebraker

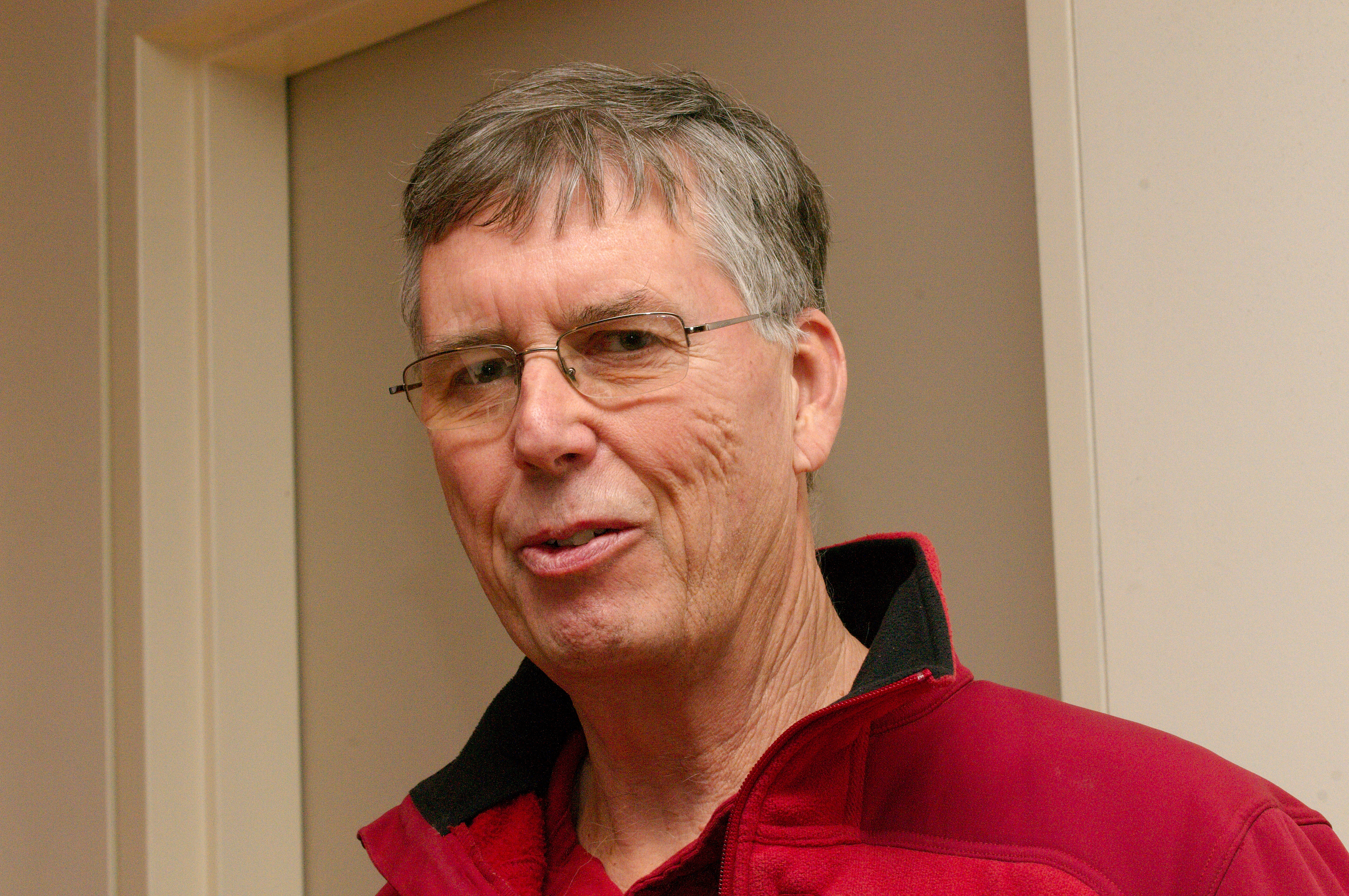
Michael Stonebraker, 2009.

Michael Stonebraker (11 de octubre de 1943) es un científico especializado en investigación y desarrollo de bases de datos. Su carrera abarca, y ayudó a crear, la mayoría de la base de datos relacional del mercado existente hoy en día. También es el fundador de Ingres, Illustra, Cohera, StreamBase Sistemas, Vertica, VoltDB, SciDB y fue anteriormente el CTO de Informix. También es un editor para el libro de lecturas en sistemas de bases de datos.

## Biografía
Obtuvo su licenciatura de la Universidad de Princeton en 1965 y su maestría y su doctorado de la Universidad de Míchigan en 1967 y 1971, respectivamente. Ha recibido varios premios, incluyendo el IEEE John von Neumann y la Medalla de la primera SIGMOD Edgar F. Codd Premio de Innovaciones. En 1994 fue investido como miembro de la Association for Computing Machinery.
Michael Stonebraker fue profesor de Ciencias de la Computación en la Universidad de California en Berkeley de veinticinco años, donde desarrolló la INGRES postgres y sistemas de bases de datos relacionales. Actualmente es profesor adjunto en el MIT.

## Ingres
Stonebraker en 1973 y su colega Eugene Wong decidió iniciar la investigación de los sistemas de base de datos relacional después de leer una serie de documentos seminales publicados por IBM. A mediados de los años 1970 se había producido, con una rotación del equipo de programadores de estudiante, un sistema conocido como utilizable Ingres. En el momento de Ingres fue considerado «inferior» en comparación con esfuerzo similar de IBM, sistema R, que iba en Unix basados en máquinas DEC en contraposición a los «grandes de hierro» mainframes de IBM.
Sin embargo, a principios de 1980, el rendimiento y las capacidades de estas máquinas de gama baja amenazaba seriamente el mercado de mainframe de IBM, y con la amenaza fue la capacidad de Ingres a convertirse en un «verdadero» producto de un gran número de aplicaciones. Ingres fue ofrecido mediante una modificación de la licencia BSD, por un precio módico, y muy pronto un número de empresas que se aprovecharon de esto para crear versiones comerciales de Ingres.
Entre ellos Stonebraker, que ayudó a fundar relacional Technology, Inc., más tarde llamado Ingres Corporation. Más tarde vendió a Computer Associates, Ingres se volvió a establecer como una empresa independiente en 2005.

## Postgres
A su regreso, comenzó un «post-Ingres» esfuerzo para hacer frente a las limitaciones del modelo relacional, denominación del nuevo proyecto Postgres. Postgres ofrece una serie de elementos que efectivamente hizo la base de datos de «entender» los datos en su interior, mejorando notablemente la programabilidad. Postgres También se ofrecen mediante una licencia tipo BSD, y el código es la base de la actual software libre, PostgreSQL.
Stonebraker ayudado a comercializar el código, la creación de ilustraciones.

## Cohera
En el decenio de 1990, fundó Stonebraker Cohera de Software, con sede en Hayward, California. Cohera la misión inicial era construir una base de datos federadas, un enfoque actualizado para la integración de datos en múltiples bases de datos, que comenzó con los primeros intentos de bases de datos relacionales distribuidas en la década de 1980. El mercado de bases de datos federadas no había registrado una importante demanda de los clientes por el marco temporal 1999-2000, por lo que se volvió a Cohera se centró en la entrega de las capacidades específicas de la industria en la parte superior de los principales motores de la integración. Cohera finalmente se vendió en agosto de 2001 a PeopleSoft.

### StramBase
Mike Stonebraker trasladó al MIT en los finales de 1990 y puesto en marcha un proyecto llamado Aurora (https://web.archive.org/web/20170106213049/http://cs.brown.edu/research/aurora/). Aurora es de gestión de datos para el streaming de datos, utilizando una variante denominada StreamSQL SQL. StreamBase Systems (http://www.streambase.com Archivado el 23 de marzo de 2009 en Wayback Machine.) es la empresa que fundó para comercializar la tecnología.

## Vertica y C-tienda
En 2005, cofundó, y actualmente se desempeña como CTO de Vertica, un PMP DBMS orientado a la columna de almacenamiento de datos. La tecnología es un Vertica comercialización de la C-tienda DBMS proyecto de investigación que dirigió en el MIT CSAIL en colaboración con colegas de Brandeis, U de Wisconsin y la Universidad Brown.